# Texas Terror
Texas Terror is een Amerikaanse Western uit 1935 met in de hoofdrol John Wayne. De film bevindt zich tegenwoordig in het publiek domein.

## Verhaal
Sheriff John Higgins (Wayne) denkt dat hij per ongeluk zijn partner en beste vriend heeft neergeschoten en besluit een afgezonderd leven in de bergen te leiden. Hier redt hij het leven van de mooie Beth Matthews, de dochter van zijn beste vriend. Hij besluit de taak op zich te nemen om haar te beschermen tegen de mensen die haar kwaad willen doen, waaronder de ware moordenaar van zijn beste vriend.

## Rolverdeling
| Acteur               | Personage           |
| -------------------- | ------------------- |
| John Wayne           | John Higgins        |
| Lucile Browne        | Bess Matthews       |
| LeRoy Mason          | Joe Dickson         |
| Fern Emmett          | Aunt Martha Hubbard |
| George "Gabby" Hayes | Sheriff Ed Williams |
| Jay Wilsey           | Blackie Martin      |
| John Ince            | blacksmith Bob      |
| Henry Roquemore      | dance MC            |
| Jack Duffy           | Jake Abernathy      |